# Hariharpur (Bara)
Hariharpur (nep. हरिहरपुर) – gaun wikas samiti w środkowej części Nepalu w strefie Narajani w dystrykcie Bara. Według nepalskiego spisu powszechnego z 2001 roku liczył on 655 gospodarstw domowych i 4417 mieszkańców (2127 kobiet i 2290 mężczyzn).